# Longe (álbum de Pedro Abrunhosa)
Longe é o sexto álbum de Pedro Abrunhosa e o primeiro com a banda Comité Caviar. Álbum que segundo o musico teve diversas influências tais como Tom Petty, Bob Dylan ou os portugueses José Afonso, Sérgio Godinho, e Fausto entre muitos outros. Em Janeiro de 2011 o álbum chega à platina.

## Faixas
1. "Rei do Bairro Alto"
2. "Entre a Espada e a Parede"
3. "Pode o Céu Ser Tão Longe"
4. "Se Houver um Anjo da Guarda"
5. "Fazer o Que Ainda Não Foi Feito"
6. "Durante Toda a Noite"
7. "Não Desistas de Mim"
8. "Ai, Ai, Caramba! Já Fui..."
9. "Já Não Há Por Onde Fugir"
10. "Eu Sou o Poder"
11. "Enquanto Há Estrada"
12. "Capitão da Areia"

Edição brasileira
13. "Fazer o Que Ainda Não Foi Feito" (Ao vivo) (participação de Ivete Sangalo)

## Recepção
| Críticas profissionais | Críticas profissionais |
| Avaliações da crítica  | Avaliações da crítica  |
| Fonte                  | Avaliação              |
| ---------------------- | ---------------------- |
| Disco Digital          | Favorável link         |
| Blitz                  | Desfavorável link      |
| Ípsilon                | link                   |

Longe recebeu criticas mistas:
João Bonifácio para o semanário Ípsilon escreve "Longe é todo América de beira de estrada, um funk de riff poderoso, órgãos Hammond, guitarras slide, a ocasional balada, coros, metais, tudo. Mas quando Abrunhosa canta valha-nos a santa."
Num artigo escrito por "angusyoung" para o Blitz é referido que o álbum é "Longe da inspiração, perto da rendição".
Davide Pinheiro para o site Disco Digital comenta que "...Pedro Abrunhosa arranca o melhor álbum desde «Viagens». Um disco de toada americana em que o Comité Caviar é essencial".

## Pessoal
- Pedro Abrunhosa - voz
- Cláudio Souto - teclados e órgão,
- Marco Nunes e Paulo Praça - guitarras
- Miguel Barros - baixo
- Pedro Martins - bateria e percussão
- Patrícia Antunes e Patrícia Silveira - coros